# Kòrsun-Xevtxènkivski
Kòrsun-Xevtxènkivski (ucraïnès: Ко́рсунь-Шевче́нківський, transliterat Korsun'-Shevchenkivs'kyi; polonès Korsuń Szewczenkowski) és una ciutat situada a l'óblast de Txerkassi (província), a la part central d'Ucraïna. La ciutat està a la riba del riu Ros, i és el centre administratiu del raion de Kòrsun-Xevtxènkivski (raion).

## Història
En 1032, el príncep Iaroslau el Savi va fundar la ciutat emmurallada de Kòrsun per protegir les fronteres del sud de la Rus de Kíev de les incursions dels nòmades turcs procedents de les regions del sud de l'estepa. El nom de la ciutat prové de la ciutat grega de Quersonès (traduïda com Kòrsun) a la Península de Crimea. En 1240, Kòrsun va ser destruïda per Batu Khan. El 1584 es va establir una base militar a la ciutat.
A principis dels temps moderns, el lloc va pertànyer a la Confederació de Polònia i Lituània, durant el govern de la qual es va construir una altra fortalesa i la ciutat va rebre els Drets de Magdeburg. En 1630, el rebels cosacs liderats per Taràs Fedórovitx van atacar la ciutat i van destruir la seva guarnició polonesa. La ciutat va ser arrasada per les forces poloneses durant la rebel·lió dels cosacs de 1637 liderada per Pavló Pavliuk. El 1648, la batalla de Kòrsun a la rebel·lió de Khmelnitski, es va dur a terme aquí. En 1768, durant la Koliívsxina, la guarnició polonesa va ser destruïda per les forces de la Maksim Zalizniak.
El 1793, Kòrsun va ser inclosa en l'Imperi Rus. El 1903 s'hi va construir una de les fàbriques de pintura més grans de tot l'Imperi Rus. En el període de la Segona Guerra Mundial (1941-1945), l'Exèrcit Roig soviètic derrotaren uns 60.000 soldats alemanyes a la rodalia de Kòrsun (per a més informació, vegeu assetjament de Kòrsun-Xevtxènkivski). El 14 de febrer de 1944, Kòrsun va ser alliberat de les forces alemanyes.
En els anys posteriors a la guerra, l'explotació i l'economia agrícola de Kórsun es van refer ràpidament. Fins al 1944, la ciutat era coneguda simplement com a Kòrsun, però, més tard va ser rebatejada en honor de Taràs Xevtxenko, el famós poeta nacional ucraïnès.

## Economia
A Kórsun-Xevtxènkivski hi ha una estació de ferrocarril anomenada Kòrsun, de la línia Kíiv-Zvitkovo. A Kòrsun-Xevtxènkivski també hi ha moltes factories industrials, also contains many industrial factories, és a dir, algunes fàbriques mecàniques, una fàbrica de materials de construcció, una fàbrica d'asfalt, una fàbrica d'elaboració de vins, tallers de costura, i altres.

## Cultura

### Arquitectura
Un complex del parc pertanyent a l'antic palau de la noble família Lopukhinikh-Demidovikh, considerat un dels millors complexos de parcs naturals en l'estil del romanticisme d'Ucraïna. El parc va ser construït en 1782 per petició del noble Stanisław Poniatowski, rei de Polònia i gran duc de Lituània, escriptor i artista. A mitjans del segle xix, el parc estava decorat amb nombroses escultures. A més, es van afegir petits ponts de vianants. L'àrea total del parc són 97 hectàrees.

### Gent famosa
- Vassil Avràmenko, actor, ballarí, coreògraf, mestre de ballet, director, i productor de cinema ucraïnès, acreditat difusor de la dansa popular d'Ucraïna a tot el món.
- Olefir Holub, militar ucraïnès i figura del govern.
- Hrihori Hulianitski, polkovnik ucraïnès.
- Hanna Zolotarenko, esposa de l'hetman Bohdan Khmelnitski i germana d'Ivan Zolotarenko.
- Ivan Zolotarenko, polkovnik ucraïnès
- Andrí Kandiba,
- Ivan Netxui-Levitski, escriptor ucraïnès.
- Kirilo Stetsenko, prolífic compositor ucraïnès.